# Cristian Valencia
Cristian Camilo Valencia Cifuentes (Villavicencio, 4 dicembre 1991) è un calciatore colombiano, difensore del Llaneros.

## Carriera
Ha debuttato fra i professionisti con il Llaneros il 10 ottobre 2012, disputando l'incontro di Categoría Primera B perso 1-2 contro il Barranquilla.
Il 28 gennaio 2021 è stato acquistato a titolo definitivo dalla squadra finlandese dello SJK.

## Statistiche

### Presenze e reti nei club
Statistiche aggiornate al 28 gennaio 2021.
| Stagione             | Squadra              | Campionato           | Campionato | Campionato | Coppe nazionali | Coppe nazionali | Coppe nazionali | Coppe continentali | Coppe continentali | Coppe continentali | Altre coppe | Altre coppe | Altre coppe | Totale | Totale |
| Stagione             | Squadra              | Comp                 | Pres       | Reti       | Comp            | Pres            | Reti            | Comp               | Pres               | Reti               | Comp        | Pres        | Reti        | Pres   | Reti   |
| -------------------- | -------------------- | -------------------- | ---------- | ---------- | --------------- | --------------- | --------------- | ------------------ | ------------------ | ------------------ | ----------- | ----------- | ----------- | ------ | ------ |
| 2012                 | Llaneros             | SD                   | 2          | 0          | CC              | 0               | 0               | -                  | -                  | -                  | -           | -           | -           | 2      | 0      |
| 2013                 | Llaneros             | SD                   | 29         | 0          | CC              | 8               | 0               | -                  | -                  | -                  | -           | -           | -           | 37     | 0      |
| 2014                 | Llaneros             | SD                   | 34         | 3          | CC              | 7               | 3               | -                  | -                  | -                  | -           | -           | -           | 41     | 6      |
| 2015                 | Llaneros             | SD                   | 26         | 0          | CC              | 3               | 0               | -                  | -                  | -                  | -           | -           | -           | 29     | 0      |
| Totale Llaneros      | Totale Llaneros      | Totale Llaneros      | 91         | 3          |                 | 18              | 3               |                    | -                  | -                  |             | -           | -           | 109    | 6      |
| 2016                 | Cortuluá             | PD                   | 11         | 1          | CC              | 0               | 0               | -                  | -                  | -                  | -           | -           | -           | 11     | 1      |
| gen.-lug. 2017       | Llaneros             | SD                   | 16         | 1          | CC              | 5               | 1               | -                  | -                  | -                  | -           | -           | -           | 21     | 2      |
| lug.-dic. 2017       | Árabe Unido          | PD                   | 13         | 2          | -               | -               | -               | CL                 | 5                  | 0                  | -           | -           | -           | 18     | 2      |
| 2018-2019            | Sporting S.M.        | PD                   | 31         | 5          | -               | -               | -               | -                  | -                  | -                  | -           | -           | -           | 31     | 5      |
| lug.-dic. 2019       | Sporting S.M.        | PD                   | 18         | 4          | -               | -               | -               | -                  | -                  | -                  | -           | -           | -           | 18     | 4      |
| Totale Sporting S.M. | Totale Sporting S.M. | Totale Sporting S.M. | 49         | 9          |                 | -               | -               |                    | -                  | -                  |             | -           | -           | 49     | 9      |
| 2020                 | Cúcuta Deportivo     | PD                   | 17         | 0          | CC              | 1               | 0               | -                  | -                  | -                  | -           | -           | -           | 18     | 0      |
| Totale carriera      | Totale carriera      | Totale carriera      | 197        | 16         |                 | 24              | 4               |                    | 5                  | 0                  |             | -           | -           | 226    | 20     |